# Campeonato Neerlandés de Fútbol 1925-26
El Campeonato Neerlandés de Fútbol 1925/26 fue la 38.ª edición del campeonato de fútbol de los Países Bajos. Participaron 50 equipos divididos en cinco divisiones. El campeón nacional sería determinado por un grupo final formado con los ganadores de las divisiones de fútbol del este, norte, sur y dos del oeste. FC Twente ganó el campeonato de este año cuando aún se llamaba SC Enschede.

## Nuevos participantes
Eerste Klasse Este:
- Promovido desde la 2ª división: DOTO Deventer

Eerste Klasse Norte:
- Promovido desde la 2ª división: HSC

Eerste Klasse Sur:
- Promovido desde la 2ª división: RFC Roermond
- Bredania/'t Zesde fue el resultado de una fusión entre 't Zesde y un competidor de las últimas temporadas, Bredania

Eerste Klasse Oeste-I:
- Trasladados desde Oeste-II: DFC, HVV Den Haag, RCH, Stormvogels y VOC

Eerste Klasse Oeste-II:
- Trasladados desde Oeste-I: Ajax Sportsman Combinatie, Feijenoord, HFC Haarlem y ZFC
- Promovido desde la 2ª división: De Spartaan

## Divisiones

### Eerste Klasse Este
| Pos | Equipo          | PJ | PG | PE | PP | GF | GC | Pts | DG  | Notas                                                |
| --- | --------------- | -- | -- | -- | -- | -- | -- | --- | --- | ---------------------------------------------------- |
| 1   | SC Enschede     | 18 | 13 | 2  | 3  | 56 | 19 | 28  | +37 | Clasificado al grupo final por el título.            |
| 2   | Heracles        | 18 | 12 | 2  | 4  | 54 | 28 | 26  | +26 |                                                      |
| 3   | Go Ahead        | 18 | 12 | 2  | 4  | 46 | 25 | 26  | +21 |                                                      |
| 4   | Vitesse         | 18 | 8  | 2  | 8  | 41 | 42 | 18  | -1  |                                                      |
| 5   | Wageningen      | 18 | 5  | 6  | 7  | 37 | 40 | 16  | -3  |                                                      |
| 6   | Enschedese Boys | 18 | 6  | 3  | 9  | 30 | 38 | 15  | -8  |                                                      |
| 7   | DOTO (Deventer) | 18 | 5  | 4  | 9  | 38 | 50 | 14  | -12 |                                                      |
| 8   | Hengelo         | 18 | 4  | 5  | 9  | 40 | 58 | 13  | -18 |                                                      |
| 9   | ZAC (Zwolle)    | 18 | 5  | 2  | 11 | 34 | 49 | 12  | -15 |                                                      |
| 10  | Quick Nijmegen  | 18 | 5  | 2  | 11 | 34 | 61 | 12  | -27 | Descendido después de perder el play-off contra ZAC. |

PJ = Partidos jugados; PG = Partidos ganados; PE = Partidos empatados; PP = Partidos perdidos; GF = Goles a favor; GC = Goles en contra; Pts = Puntos; DG = Diferencia de goles

### Eerste Klasse Norte
| Pos | Equipo          | PJ | PG | PE | PP | GF | GC | Pts | DG  | Notas                                     |
| --- | --------------- | -- | -- | -- | -- | -- | -- | --- | --- | ----------------------------------------- |
| 1   | Be Quick 1887   | 18 | 16 | 1  | 1  | 94 | 16 | 33  | +78 | Clasificado al grupo final por el título. |
| 2   | Velocitas 1897  | 18 | 16 | 0  | 2  | 72 | 26 | 32  | +46 |                                           |
| 3   | LAC Frisia 1883 | 18 | 10 | 4  | 4  | 37 | 27 | 24  | +10 |                                           |
| 4   | GVV Groningen   | 18 | 6  | 4  | 8  | 29 | 51 | 16  | -22 |                                           |
| 5   | WVV Winschoten  | 18 | 5  | 5  | 8  | 40 | 50 | 15  | -10 |                                           |
| 6   | VV Leeuwarden   | 18 | 6  | 2  | 10 | 29 | 43 | 14  | -14 |                                           |
| 7   | Veendam         | 18 | 5  | 4  | 9  | 27 | 42 | 14  | -15 |                                           |
| 8   | LVV Friesland   | 18 | 6  | 1  | 11 | 40 | 59 | 13  | -19 |                                           |
| 9   | Achilles 1894   | 18 | 6  | 0  | 12 | 39 | 50 | 12  | -11 |                                           |
| 10  | HSC             | 18 | 2  | 3  | 13 | 25 | 68 | 7   | -43 | Descendido a la segunda división.         |

PJ = Partidos jugados; PG = Partidos ganados; PE = Partidos empatados; PP = Partidos perdidos; GF = Goles a favor; GC = Goles en contra; Pts = Puntos; DG = Diferencia de goles

### Eerste Klasse Sur
| Pos | Equipo            | PJ | PG | PE | PP | GF | GC | Pts | DG  | Notas                                     |
| --- | ----------------- | -- | -- | -- | -- | -- | -- | --- | --- | ----------------------------------------- |
| 1   | MVV Maastricht    | 18 | 13 | 4  | 1  | 52 | 23 | 30  | +29 | Clasificado al grupo final por el título. |
| 2   | RKVV Wilhelmina   | 18 | 12 | 2  | 4  | 31 | 25 | 26  | +6  |                                           |
| 3   | NAC               | 18 | 10 | 4  | 4  | 44 | 25 | 24  | +19 |                                           |
| 4   | NOAD              | 18 | 7  | 4  | 7  | 36 | 24 | 18  | +12 |                                           |
| 5   | FC Eindhoven      | 18 | 6  | 6  | 6  | 35 | 36 | 18  | -1  |                                           |
| 6   | RFC Roermond      | 18 | 6  | 5  | 7  | 31 | 39 | 17  | -8  |                                           |
| 7   | Willem II         | 18 | 5  | 4  | 9  | 28 | 47 | 14  | -19 |                                           |
| 8   | BVV Den Bosch     | 18 | 6  | 1  | 11 | 31 | 38 | 13  | -7  |                                           |
| 9   | Bredania/'t Zesde | 18 | 4  | 3  | 11 | 20 | 33 | 11  | -13 |                                           |
| 10  | De Valk           | 18 | 4  | 1  | 13 | 34 | 52 | 9   | -18 | Descendido a la segunda división.         |

PJ = Partidos jugados; PG = Partidos ganados; PE = Partidos empatados; PP = Partidos perdidos; GF = Goles a favor; GC = Goles en contra; Pts = Puntos; DG = Diferencia de goles

### Eerste Klasse Oeste-I
| Pos | Equipo              | PJ | PG | PE | PP | GF | GC | Pts | DG  | Notas                                     |
| --- | ------------------- | -- | -- | -- | -- | -- | -- | --- | --- | ----------------------------------------- |
| 1   | Stormvogels         | 18 | 12 | 3  | 3  | 43 | 22 | 27  | +21 | Clasificado al grupo final por el título. |
| 2   | Sparta Rotterdam    | 18 | 12 | 2  | 4  | 53 | 19 | 26  | +34 |                                           |
| 3   | VOC                 | 18 | 9  | 5  | 4  | 43 | 48 | 23  | -5  | [Oeste-II]                                |
| 4   | Koninklijke HFC     | 18 | 8  | 5  | 5  | 41 | 38 | 21  | +3  | [Oeste-II]                                |
| 5   | Blauw-Wit Amsterdam | 18 | 9  | 1  | 8  | 42 | 39 | 19  | +3  |                                           |
| 6   | HVV 't Gooi         | 18 | 5  | 6  | 7  | 47 | 42 | 16  | +5  |                                           |
| 7   | DFC                 | 18 | 7  | 2  | 9  | 58 | 65 | 16  | -7  |                                           |
| 8   | RCH                 | 18 | 5  | 6  | 7  | 38 | 44 | 16  | -6  |                                           |
| 9   | HVV Den Haag        | 18 | 5  | 2  | 11 | 43 | 45 | 12  | -2  |                                           |
| 10  | GVV Unitas          | 18 | 0  | 4  | 14 | 18 | 64 | 4   | -46 | Descendido a la segunda división.         |

PJ = Partidos jugados; PG = Partidos ganados; PE = Partidos empatados; PP = Partidos perdidos; GF = Goles a favor; GC = Goles en contra; Pts = Puntos; DG = Diferencia de goles
[Oeste-II] Equipos trasladados a la división Oeste-II para la próxima temporada.

### Eerste Klasse Oeste-II
| Pos | Equipo                    | PJ | PG | PE | PP | GF | GC | Pts | DG  | Notas                                     |
| --- | ------------------------- | -- | -- | -- | -- | -- | -- | --- | --- | ----------------------------------------- |
| 1   | Feijenoord                | 18 | 9  | 5  | 4  | 47 | 29 | 23  | +18 | Clasificado al grupo final por el título. |
| 2   | SBV Excelsior             | 18 | 9  | 5  | 4  | 42 | 28 | 23  | +14 | [Oeste-I]                                 |
| 3   | HFC EDO                   | 18 | 9  | 4  | 5  | 34 | 20 | 22  | +14 |                                           |
| 4   | AFC Ajax                  | 18 | 9  | 4  | 5  | 43 | 27 | 22  | +16 | [Oeste-I]                                 |
| 5   | HBS Craeyenhout           | 18 | 9  | 4  | 5  | 46 | 38 | 22  | +8  |                                           |
| 6   | ZFC                       | 18 | 7  | 6  | 5  | 38 | 42 | 20  | -4  |                                           |
| 7   | De Spartaan               | 18 | 7  | 1  | 10 | 38 | 44 | 15  | -6  |                                           |
| 8   | Ajax Sportsman Combinatie | 18 | 6  | 2  | 10 | 34 | 53 | 14  | -19 |                                           |
| 9   | UVV Utrecht               | 18 | 5  | 3  | 10 | 31 | 51 | 13  | -20 |                                           |
| 10  | HFC Haarlem               | 18 | 2  | 2  | 14 | 32 | 53 | 6   | -21 | Descendido a la segunda división.         |

PJ = Partidos jugados; PG = Partidos ganados; PE = Partidos empatados; PP = Partidos perdidos; GF = Goles a favor; GC = Goles en contra; Pts = Puntos; DG = Diferencia de goles
[Oeste-I] Equipos trasladados a la división Oeste-I para la próxima temporada.

### Grupo final por el título
| Pos | Equipo         | PJ | PG | PE | PP | GF | GC | Pts | DG  |
| --- | -------------- | -- | -- | -- | -- | -- | -- | --- | --- |
| 1   | SC Enschede    | 8  | 6  | 2  | 0  | 25 | 11 | 14  | +14 |
| 2   | MVV Maastricht | 8  | 5  | 0  | 3  | 22 | 16 | 10  | +6  |
| 3   | Feijenoord     | 8  | 3  | 2  | 3  | 20 | 20 | 8   | 0   |
| 4   | Stormvogels    | 8  | 1  | 2  | 5  | 11 | 17 | 4   | -6  |
| 5   | Be Quick 1887  | 8  | 1  | 2  | 5  | 13 | 27 | 4   | -14 |

PJ = Partidos jugados; PG = Partidos ganados; PE = Partidos empatados; PP = Partidos perdidos; GF = Goles a favor; GC = Goles en contra; Pts = Puntos; DG = Diferencia de goles
|                                 |
| Campeón SC Enschede 1.er título |